# قورق
قورق، روستایی از توابع بخش موچش شهرستان کامیاران در استان کردستان ایران است ، این روستا در ۴۰ کیلیومتری شهر سنندج قرار داد و از روستاهای اطراف آن می‌توان روستای پنیران در شرق این روستا در جنوب آن روستای خامسان و غرب آن روستای کویک را نام برد. شغل مردم این روستا دامداری و کشاورزی و قالیبافی است.

## جمعیت
این روستا در دهستان امیرآباد قرار دارد و براساس سرشماری مرکز آمار ایران در سال ۱۳۸۵، جمعیت آن ۶۵۱ نفر (۱۷۷خانوار) بوده‌است.